# Mécanisme européen de stabilité financière
Le Mécanisme européen de stabilité financière (MESF) est un programme de financement d'urgence tributaire des fonds levés sur les marchés financiers et garantis par la Commission européenne par l'utilisation du budget de l'Union européenne. Il fonctionne sous la supervision de la Commission et vise à préserver la stabilité financière de l'Union en fournissant une assistance financière aux États membres de l'Union européenne en difficulté économique.

## Mise en œuvre
Le fonds de la Commission, soutenu par les vingt-sept États membres de l'Union, a l'autorité pour lever jusqu'à 60 milliards d'euros. Une entité séparée, le Fonds européen de stabilité financière, est autorisé à emprunter jusqu'à 440 milliards d'euros.
Le MESF est noté AAA par Fitch, Moody's et Standard & Poor's,.
Il a été remplacé le 1er juillet 2013 - de même que le Fonds européen de stabilité financière - par le Mécanisme européen de stabilité (MES).